# Лінія 1 (метро Сан-Паулу)
Лінія 1 (синя) — лінія метро Сан-Паулу, що пролягає між станціями Тукуруві і Жабакуара. Це перша лінія цієї транспортної системи, будівництво якої почалося в 1960-ті роки і яка була відкрита в 1970-ті.